# Перепис населення Японії

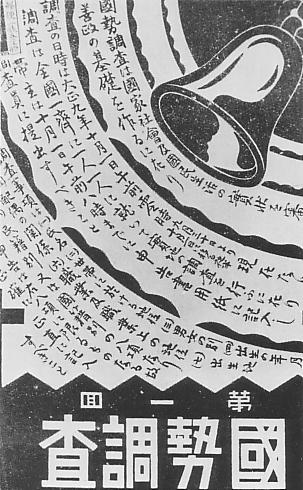
Плакат кампанії 1-го перепису населення Японії 1920 року.

Пере́пис населе́ння Япо́нії (яп. 国勢調査, こくせいちょうさ, МФА: [koku̥seː ɕoːsa]) — загальнонаціональний великомасштабний процес збору, аналізу та оцінки даних про населення Японії. Правила проведення перепису визначає чинний Закон Японії про статистику № 53 від 23 травня 2007 року. Проводиться раз на 5 років Службою статистики Японії при Міністерстві загальних справ Кабінету міністрів Японії. За необхідності може проводитися з наказу міністра загальних справ у випадку надзвичайної ситуації в країні. Протягом перепису перевіряється чисельність і структура населення, сімейний стан, зайнятість тощо. Протягом 1920—2010 років в Японії було проведено 19 переписів населення. Результати переписів публікуються Службою статистики в урядових щорічниках та інтернеті.

## Типи
- Великий перепис (大規模調査)

- До 1945 року передбачав підрахунок основних демографічних даних (статевої, вікової, сімейної структури населення, тощо) і економічних даних (зайнятість, обсяги промислового виробництва); після 1945 року — підрахунок і аналіз демографічних, економічних показників, а також руху населення, урбанізації, рівня освіти.

- Спрощений перепис (簡易調査)

- До 1945 року передбачав лише підрахунок основних демографічних даних (статевої, вікової, сімейної структури населення, тощо). Після 1945 року — підрахунок і аналіз демографічних, економічних, урбанізаційних показників.

## Дані переписів
Подано за даними переписів населення Японії 1920 — 2005 років (Служба статистики Японії при Міністерство внутрішніх справ і комунікацій)
1. Площа районів островів Мінамі-Торі з групи Оґасавара і Торісіми з групи Рюкю не вказана в таблиці в проміжку між 1920 і 1940 роками.
2. Підрахунок населення впродовж 1920 — 1945 років включає лише населення Японського архіпелагу. Населення японських колоній не враховується.
3. Підрахунок населення впродовж 1945 — 2005 років включає лише населення територій, які підлягали перепису.
4. Дані про населення Окінави на 1947 через окупацію США і неможливість проведення перепису.
5. Дані зростання населення Японії між 1940 і 1950 роками подані без урахування населення Окінави.

| Тип                | Дата перепису | Населення   | Зростання        | Площа      | Густота |
| ------------------ | ------------- | ----------- | ---------------- | ---------- | ------- |
| Великий перепис    | 1 жовтня 1920 | 55 963 053  | —                | 381 808,04 | 147     |
| Спрощений перепис  | 1 жовтня 1925 | 59 736 822  | 3 773 769 (6,7%) | 381 810,06 | 156     |
| Великий перепис    | 1 жовтня 1930 | 64 450 005  | 4 713 183 (7,9%) | 382 264,91 | 169     |
| Спорщений перепис  | 1 жовтня 1935 | 69 254 148  | 4 804 143 (7,5%) | 382 545,42 | 181     |
| Великий перепис    | 1 жовтня 1940 | 73 114 308  | 3 860 160 (5,6%) | 382 545,42 | 191     |
| Спрощений перепис  | 1 жовтня 1945 | 71 998 104  | −541 625 (-0,7%) | 377 298,15 | 195     |
| Тимчасовий перепис | 1 жовтня 1947 | 78 101 473  | 6 103 369 (8,5%) | 377 298,15 | 212     |
| Великий перепис    | 1 жовтня 1950 | 84 114 574  | 5 098 164 (6,5%) | 377 099,08 | 226     |
| Спрощений перепис  | 1 жовтня 1955 | 90 076 594  | 5 962 020 (7,1%) | 377 151,09 | 242     |
| Великий перепис    | 1 жовтня 1960 | 94 301 623  | 4 225 029 (4,7%) | 377 151,09 | 253     |
| Спрощений перепис  | 1 жовтня 1965 | 99 209 137  | 4 907 514 (5,2%) | 377 267,18 | 267     |
| Великий перепис    | 1 жовтня 1970 | 104 665 171 | 5 456 034 (5,5%) | 377 308,69 | 281     |
| Спрощений перепис  | 1 жовтня 1975 | 111 939 643 | 7 274 472 (7,0%) | 377 534,99 | 300     |
| Великий перепис    | 1 жовтня 1980 | 117 060 396 | 5 120 753 (4,6%) | 377 708,09 | 314     |
| Спрощений перепис  | 1 жовтня 1985 | 121 048 923 | 3 988 527 (3,4%) | 377 801,14 | 325     |
| Великий перепис    | 1 жовтня 1990 | 123 611 167 | 2 562 244 (2,1%) | 377 737,11 | 332     |
| Спрощений перепис  | 1 жовтня 1995 | 125 570 246 | 1 959 079 (1,6%) | 377 829,41 | 337     |
| Великий перепис    | 1 жовтня 2000 | 126 925 843 | 1 355 597 (1,1%) | 377 873,06 | 340     |
| Спрощений перепис  | 1 жовтня 2005 | 127 767 994 | 842 151 (0,7%)   | 377 914,78 | 343     |
| Великий перепис    | 1 жовтня 2010 | 128 056 026 | —                | —          | —       |